# Trelleborg
För andra betydelser, se Trelleborg (olika betydelser).
Trelleborg är centralort i Trelleborgs kommun. Tätorten har 31 366 invånare (2023). Trelleborg är Sveriges sydligaste stad och ligger på Söderslätt i Skåne. Staden kallas även ofta för Palmstaden eller Lilla Miami, på grund av palmerna som pryder den sydvästra infarten.

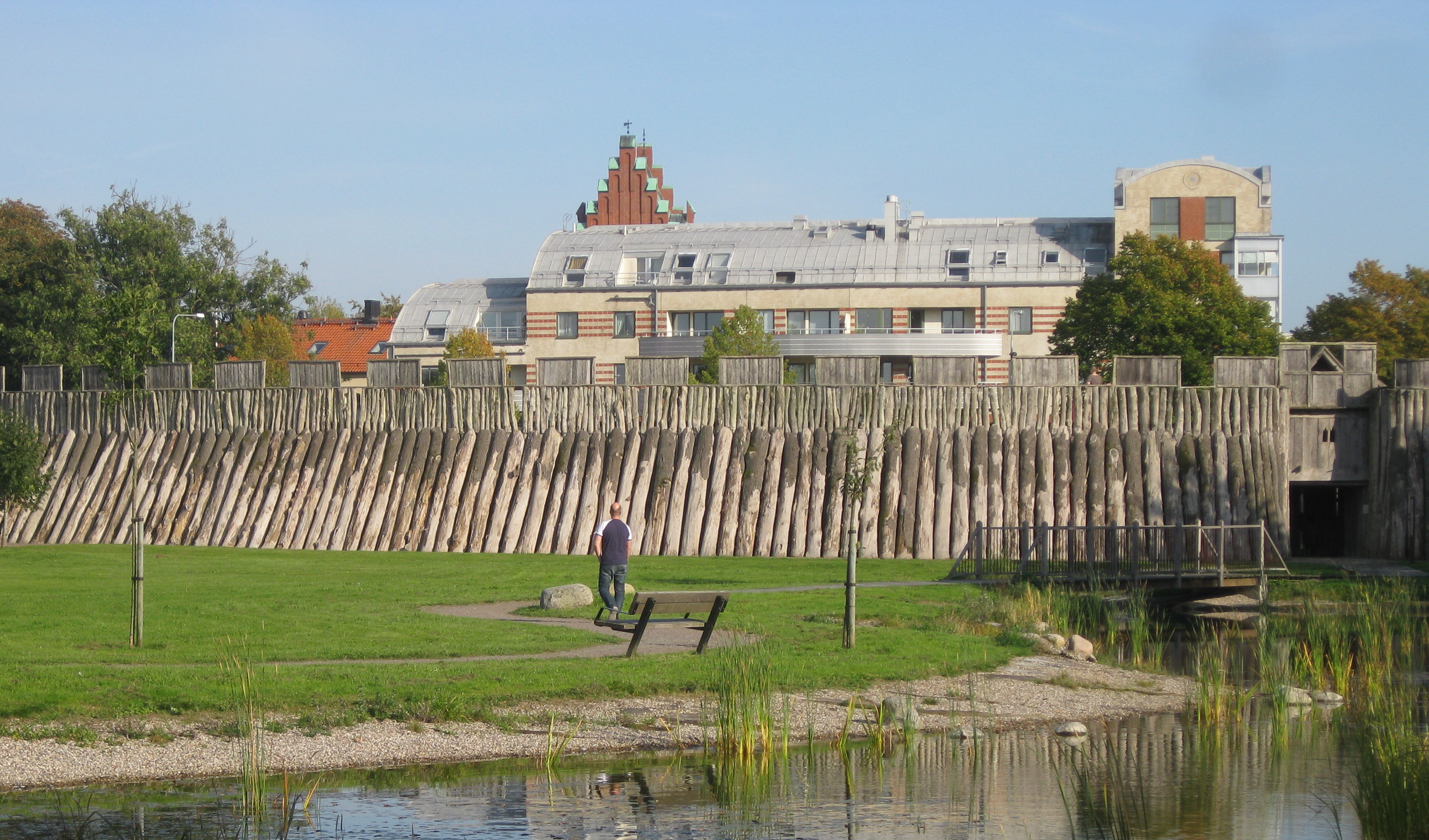
Trelleborgen i Trelleborg

## Historia
Trelleborg nämns för första gången i skrift 1257 men redan under sen vikingatid anlades här en ringborg, en så kallad trelleborg (Vikingaborgen i Trelleborg), vilken har gett staden dess namn. På 1980-talet hittades resterna av denna ringborg som därefter delvis återuppbyggts. Staden är, tillsammans med Lund, Helsingborg, Vä (föregångaren till Kristianstad) och Åhus, en av Skånes äldsta städer.
Trelleborgs kyrka, S:t Nicolai kyrka, började byggas under första hälften av 1200-talet. Kyrkan ligger strax öster om den vikingatida ringborgen. 1881–1883 byggdes kyrkan om kraftigt under ledning av arkitekten Helgo Zettervall. Ett franciskanerkloster grundades i staden antingen 1247 eller 1267. Båda uppgifterna stammar från 1500-talet men året 1247 bör vara det rätta. Franciskanerklostret låg nära Trelleborgs medeltida torg ”Gamla torg”, men i dag finns endast en del av klostermurarna bevarade.
1260 förde den danska prinsessan Sophia med sig Trelleborg som hemgift då hon gifte sig med den svenske kungen Valdemar Birgersson. Detta innebar att Trelleborgs borgare skulle betala skatter och avgifter till Sophia och Valdemar.
Under medeltiden var sillfisket den betydande näringen och handeln med sill sköttes genom Hansans försorg. Trots att handeln med sill så småningom minskade fortsatte Trelleborg att vara en stad med betydande handel och hantverk. När Malmös borgare skrämdes av handelskonkurrensen från Trelleborg klagade de hos den danske kung Christian IV. Detta fick till följd att Trelleborg förlorade sina stadsprivilegier 1619 och därmed rätten att bedriva handel och hantverk i staden vilket ledde till att Trelleborgs betydelse minskade. Trelleborg fortsatte dock som "illegal" stad och till och med köpmän från de "legala" städerna Skanör och Falsterbo fortsatte att bedriva handel på marknader i Trelleborg. Skatteindrivningen skedde också i denna period som om Trelleborg hade varit stad men betalades till konungen som om Trelleborg hade varit den by den formellt var.
1749 besökte Carl von Linné Trelleborg under sin skånska resa. Linné konstaterade att ”Trälleborg var en lång, smal by med en stor gata, låg utsträckt efter södra havssidan av Skåne land. Trälleborg har tillförne varit stad och på allt sätt även ännu hade skapnad av stad, uti vilken ett stort antal av hantverkare bodde…”
1875 öppnade den första järnvägen till Lund och den nuvarande Kontinentalbanan invigdes 1899. Däremellan hade Malmö–Trelleborgs Järnväg över Vellinge och Trelleborg–Rydsgårds Järnväg öppnats, 1884 resp. 1886.  Kring sekelskiftet 1900 utvecklades stadens sjöfartsnäring. 1897 öppnade reguljär färjetrafik mellan Trelleborg och Sassnitz med post- och passagerartrafik och 1909 startade den första tågfärjetrafiken till Tyskland. 

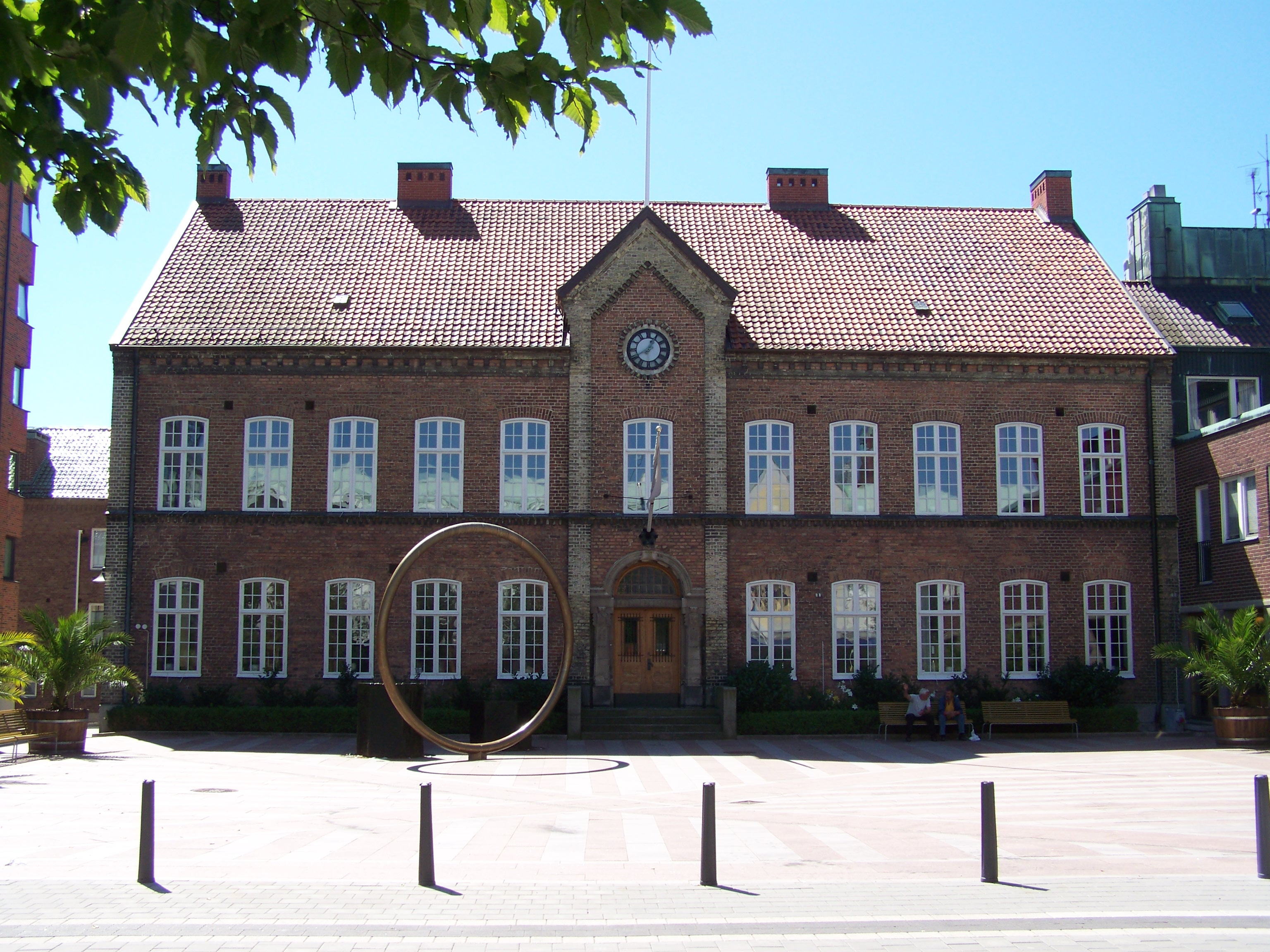
Rådhuset

Kring sekelskiftet 1900 utvecklades också Trelleborgs industrinäring och flera företag startades med Johan Kock som den drivande kraften. Bland dessa fanns Trelleborgs Gummifabriks AB, i dag Trelleborg AB, som grundades 1905. Johan Kock grundade också bryggeri och glasbruk samt drev en brädgård, Kocks, och spannmålshandel. Också Akzo Nobel och möbeltillverkaren Dux har sitt ursprung i industrier startade av Kock.

### Administrativa tillhörigheter
Trelleborg var kyrkby i Trelleborgs socken och hade fått köpingsrättigheter den 25 oktober 1844. Efter kommunreformen 1862 ingick orten i Trelleborgs landskommun men utbröts därur den 1 juni 1867 när stadskommunen Trelleborgs stad bildades. 1908 införlivades Trelleborgs socken/landskommun och 1967 skedde ytterligare utökningar. 1971 ombildades staden till Trelleborgs kommun med Trelleborg som centralort.
I kyrkligt hänseende hörde orten före 1908 till Trelleborgs stadsförsamling (från 1867) och Trelleborgs landsförsamling. Dessa slogs 1908 samman och bildade Trelleborgs församling.
Orten ingick före 1867 i Skytts härads tingslag, därefter till 1964 i domkretsen för Trelleborgs rådhusrätt och därefter till 1971 i Oxie och Skytts häraders tingslag. Från 1971 till 2005 ingick Trelleborg i Trelleborgs domsaga och orten ingår sedan 2005 i Ystads domsaga.

### Befolkningsutveckling
| Befolkningsutvecklingen i Trelleborg 1870–2020 | Befolkningsutvecklingen i Trelleborg 1870–2020 | Befolkningsutvecklingen i Trelleborg 1870–2020 | Befolkningsutvecklingen i Trelleborg 1870–2020 | Befolkningsutvecklingen i Trelleborg 1870–2020 |
| ---------------------------------------------- | ---------------------------------------------- | ---------------------------------------------- | ---------------------------------------------- | ---------------------------------------------- |
|                                                |                                                |                                                |                                                |                                                |
| År                                             |                                                |                                                | Folkmängd                                      | Areal (ha)                                     |
| 1870                                           | 1870                                           |                                                | 1 993                                          |                                                |
| 1880                                           | 1880                                           |                                                | 2 307                                          |                                                |
| 1890                                           | 1890                                           |                                                | 2 360                                          |                                                |
| 1900                                           | 1900                                           |                                                | 7 253                                          | [ N 1 ]                                        |
| 1910                                           | 1910                                           |                                                | 9 909                                          |                                                |
| 1920                                           | 1920                                           |                                                | 11 385                                         |                                                |
| 1930                                           | 1930                                           |                                                | 13 024                                         |                                                |
| 1940                                           | 1940                                           |                                                | 14 550                                         |                                                |
| 1950                                           | 1950                                           |                                                | 17 428                                         |                                                |
| 1960                                           | 1960                                           |                                                | 19 066                                         |                                                |
| 1970                                           | 1970                                           |                                                | 24 096                                         | [ N 2 ]                                        |
| 1980                                           | 1980                                           |                                                | 22 221                                         |                                                |
| 1990                                           | 1990                                           |                                                | 22 853                                         | 981                                            |
| 2000                                           | 2000                                           |                                                | 24 850                                         | 1 075                                          |
| 2010                                           | 2010                                           |                                                | 28 290                                         | 1 366                                          |
| 2015                                           | 2015                                           |                                                | 29 316                                         | 1 550                                          |
| 2020                                           | 2020                                           |                                                | 30 808                                         | 1 622                                          |
| Anm: 1. 2. 3. 4.                               |                                                |                                                |                                                |                                                |

## Stadsbild

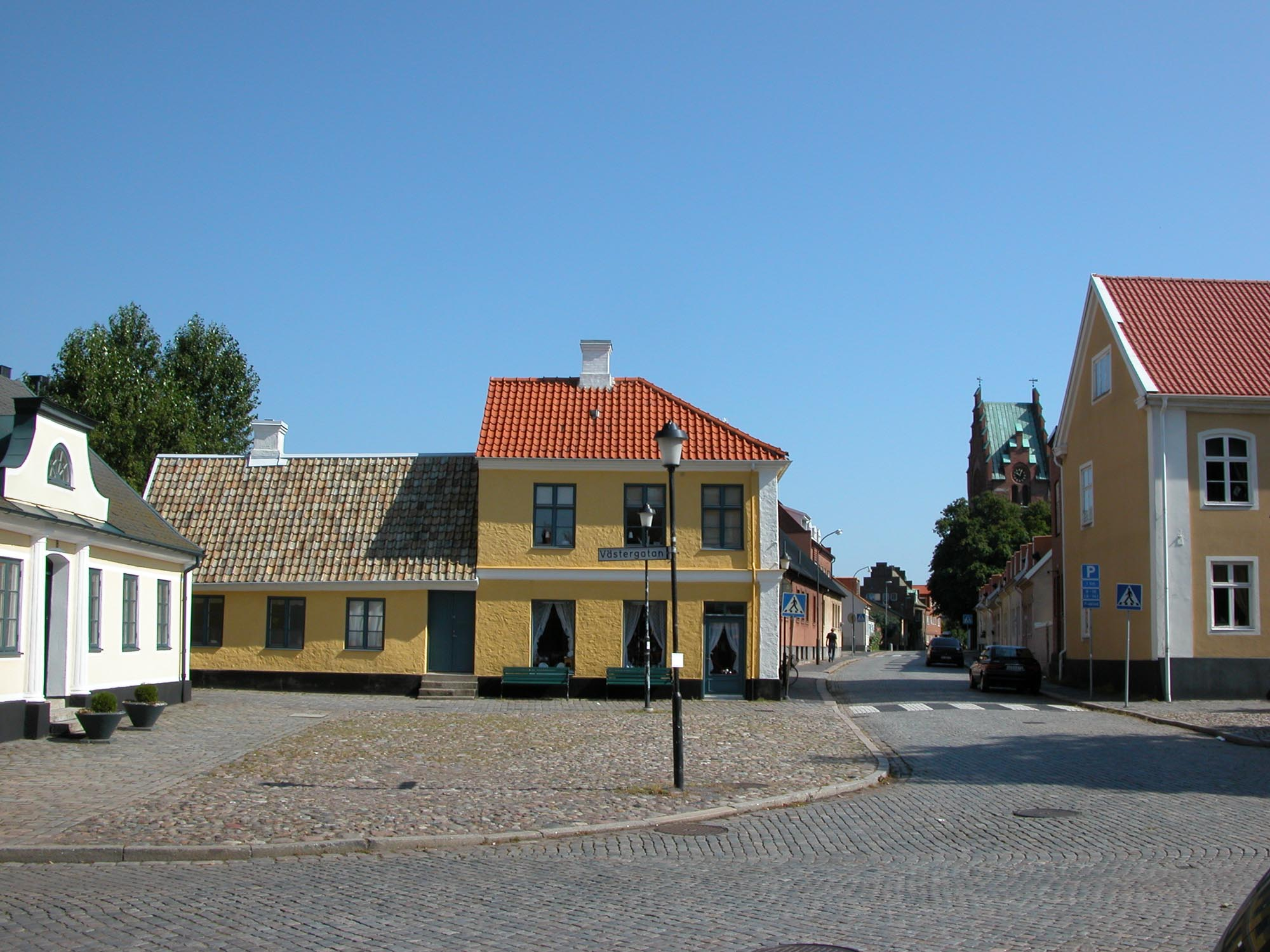
Gula huset i Trelleborg. Äldsta huset i staden.

Trelleborgs medeltida stadsplan är till stor del orörd, men staden har förlorat en betydande del av sin äldre bebyggelse. Trelleborgs äldsta delar finns kring Gamla torg.
Trelleborgs gamla vattentorn från 1911 ligger vid Stortorget.
Östervångsparken är stadens största park. Trelleborgs stadspark invigdes år 1896, och är byggd kring två dammar, Svandammarna, som skapades genom att delar av Hesekilleån fördjupades och breddades. Ett system av promenadstråk i engelsk stil vindlar sig runt dammarna och planteringarna.
Axel Ebbes konsthall visar konstnären Axel Ebbes verk. Ebbes fontän ”Sjöormen” från 1935 pryder också Stortorget.
Det finns två kyrkogårdar i staden: Västra kyrkogården och Norra kyrkogården. På den senare finns Invalidmonumentet.

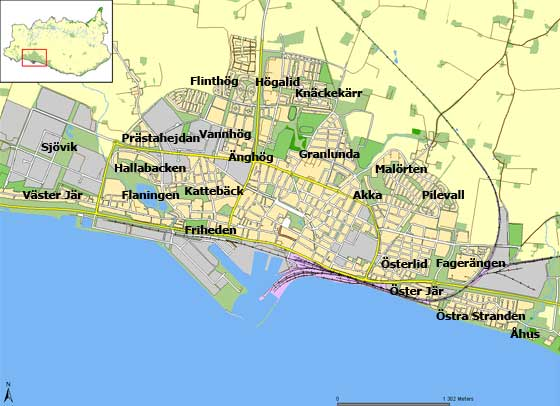
Trelleborgs stadsdelar

Trelleborgs stadsdelar är, från väst till öst, Väster Jär, Sjövik, Prästahejdan, Hallabacken, Flaningen, Flinthög, Kattebäck, Vannhög, Friheden, Änghög, Högalid, Knäckekärr, Granlunda, Akka, Malörten, Österlid, Öster Jär, Pilevall, Fagerängen, Östra Stranden samt Åhus.
Fagerängen är en stadsdel i östra Trelleborg. Området byggdes runt 1971–1975 av Trelleborgshem. Fagerängen består av drygt 365 lägenheter. Bebyggelsen består mestadels av tvåvåningshus med tre lägenheter på  varje våning. Förutom bostadshusen så finns det en vårdcentral med apotek och en fritidsgård som heter Backafalls Fritidsgård.

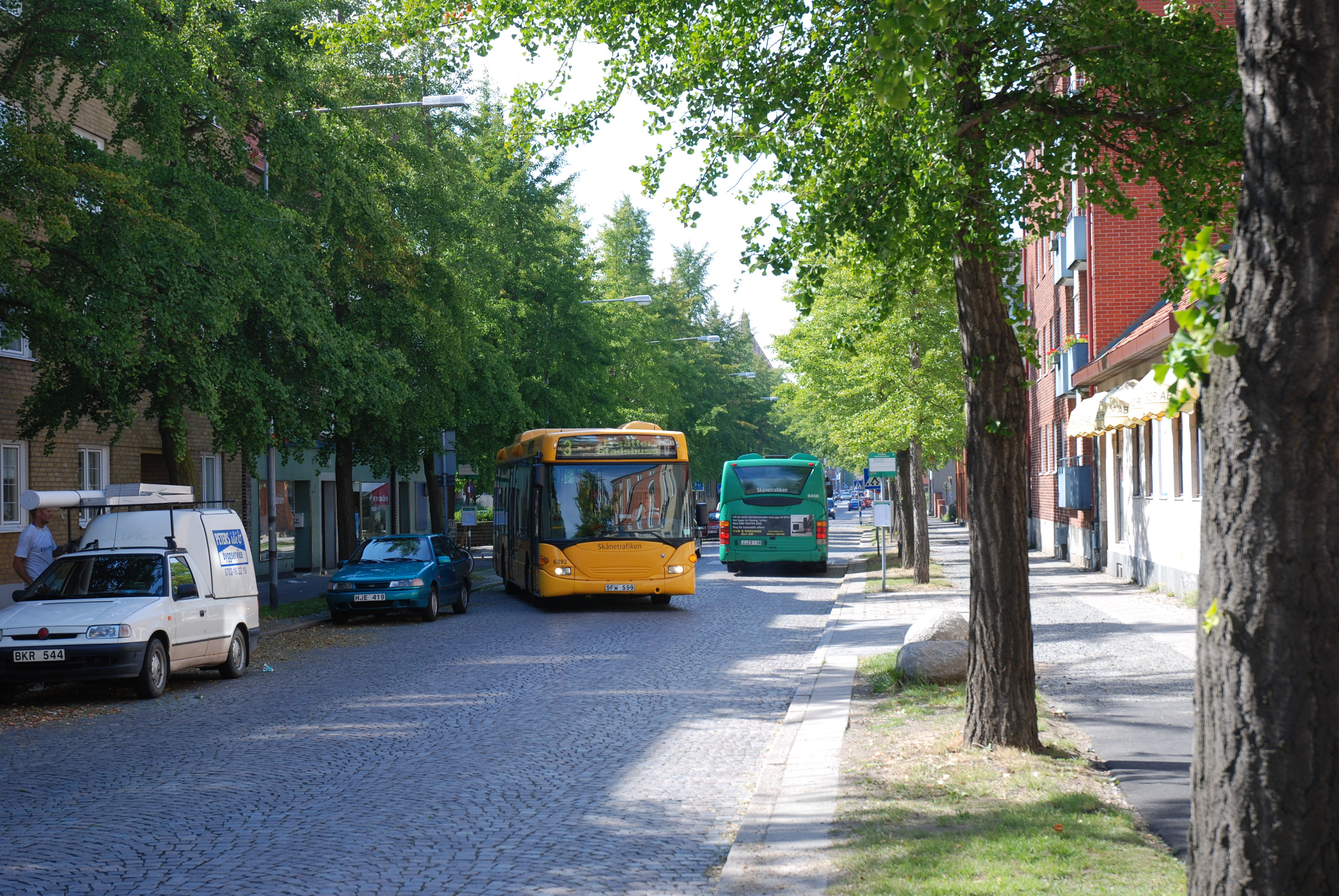
Ginkgo-allén utefter Nygatan.

Sedan 1984 har palmer prytt infarten västerifrån till Trelleborg. Det var Jarl Svensson och Alf Näslund som först importerade palmer till Trelleborg och de startade med 24 stycken spanska palmer. Palmerna står inte utomhus året runt, men kan beskådas längs gator och torg från början av juni tills första frosten slår till i oktober. Orten har därför fått smeknamnet "Palmernas stad".

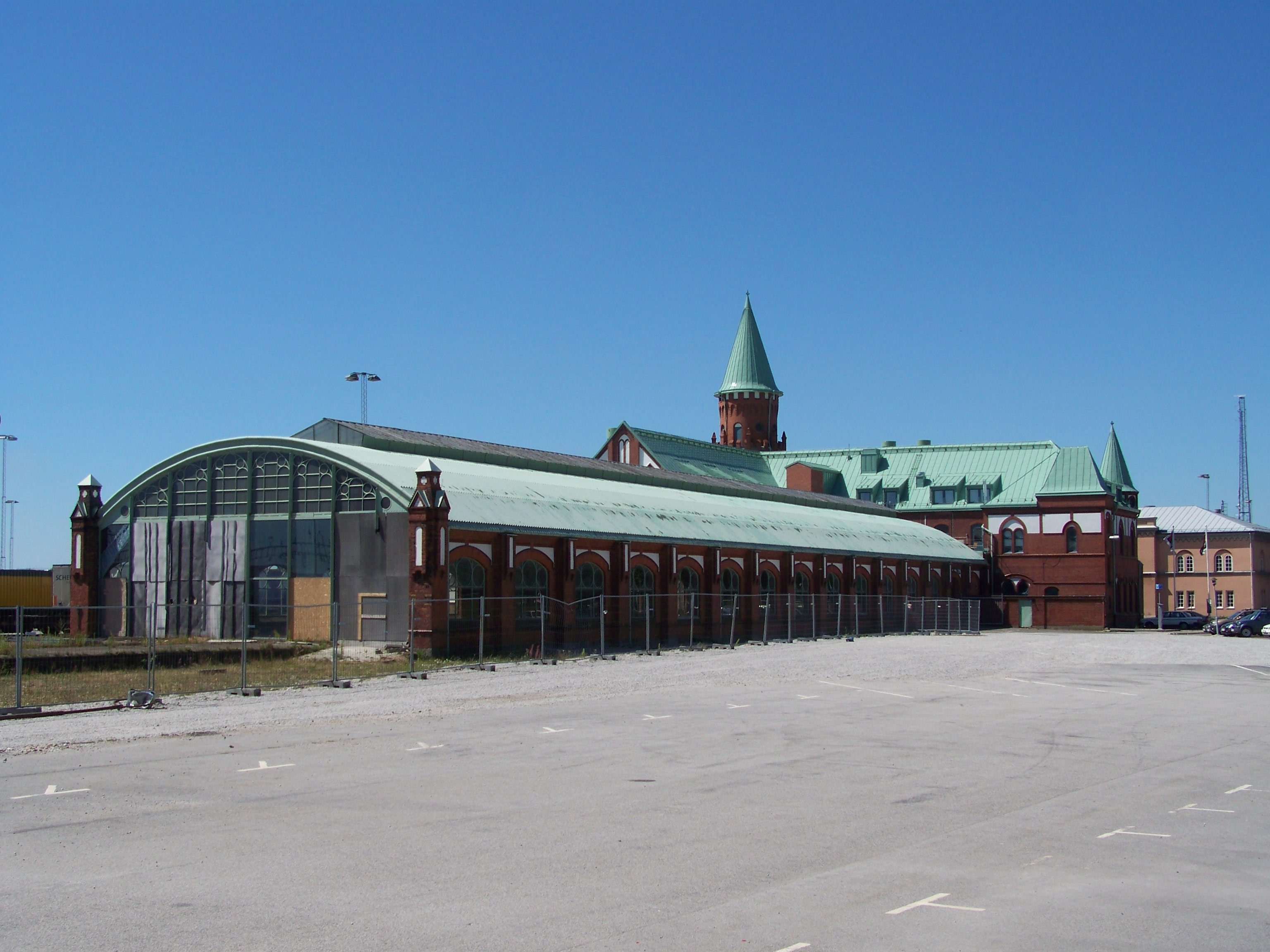
Trelleborgs centralstation, före nyinvigningen i december 2015.

## Kommunikationer

### Väg och järnväg
Europaväg 6/22 till Öresundsbron och Malmö är motorväg hela vägen från Malmö till Trelleborg
Riksväg 9 går längs sydkusten mot Ystad och länsväg 108 rakt norrut mot Lund via Svedala och Staffanstorp.
Fram till 2015 var de enda persontågen som trafikerade Trelleborgs centralstation tåglinjen Berlin Night Express (Malmö–Trelleborg–tågfärja–Sassnitz–Berlin). Sedan december 2015 används Kontinentalbanan (även kallad Trelleborgsbanan) återigen för regional persontrafik med Pågatåg, mellan Malmö C och Trelleborg. Då hade linjen, sedan Citytunnelns öppnande, stått överst på listan av önskade nya järnvägslinjer i Skåne. Linjen följer Citytunneln in till Malmö centralstation. 

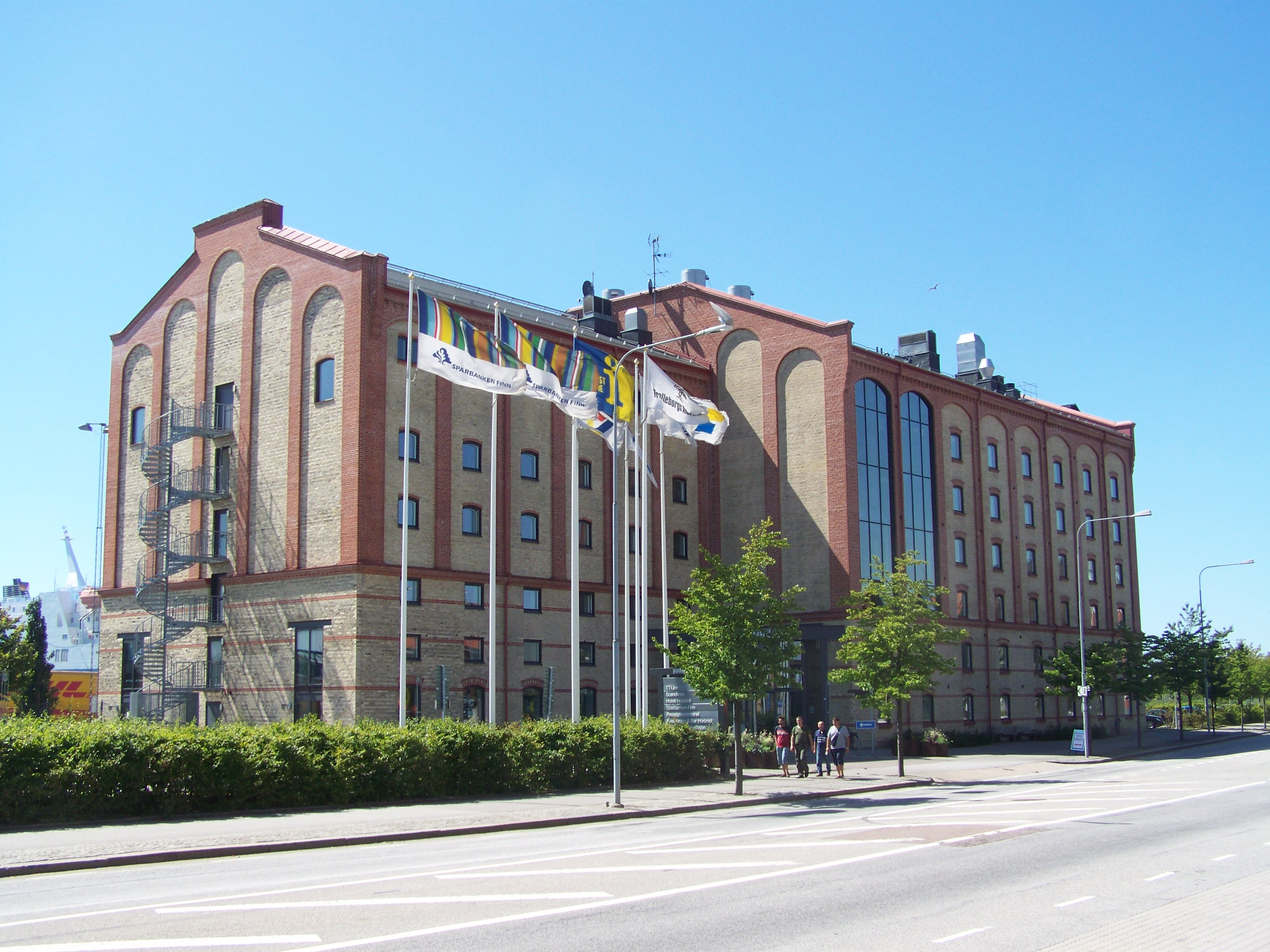
Före detta hamnmagasin

### Hamn
Trelleborgs hamn har flera färjeförbindelser.

### Busstrafik
Busstrafik i Trelleborg består av 3 stadsbusslinjer och 9 busslinjer till omgivande kommuner.

## Näringsliv
Trelleborgs Hamn AB med färjeläget kontinentbron är en viktig arbetsgivare. Industriföretag är Trelleborg AB och Akzo Nobel Inks AB. I staden finns även Valengallerian, Trelleborgs lasarett och Söderslättsgymnasiet.

### Bankväsende
Skytts härads sparbank grundades 1848 och fick sällskap av Trelleborgs stads sparbank som grundades 1868. När Klörup-Sparbanken 1917 flyttade sitt huvudkontor blev Trelleborg av få städer i Sverige som hade tre sparbanker. Bankerna slogs sedermera ihop för att bilda Söderslätts sparbank 1965, som med tiden uppgick i Swedbank. Trelleborg hade även en egen jordbrukskassa, Trelleborgs jordbrukskassa, sedermera Föreningsbanken som uppgick i Swedbank. I april 2007 etablerade sig Sparbanken Finn i Trelleborg. Även denna verksamhet fördes över till Swedbank 2015.
Skånes enskilda bank etablerade sig i Trelleborg på 1860-talet. Skånska Handelsbanken öppnade ett kontor den 15 juni 1896. Båda dessa uppgick med tiden i Skandinaviska banken.
Stockholms privatbank etablerade ett kontor i Trelleborg under 1917. Denna banks Skånekontor övertogs av Köpmannabanken, som i sin tur likviderades 1921, varvid några av bankens Skånekontor övertogs av Skånska banken. Även Industribanken etablerade sig i Trelleborg 1917. Denna bank uppgick i Nordiska Handelsbanken som när den avvecklades 1925 överlät kontoret i Trelleborg till Skånska banken. Dessutom hade det tillkommit ett kontor för Svenska lantmännens bank. Detta kontor drevs vidare av Jordbrukarbanken.
År 2023 hade de fyra storbankerna alltjämt kontor i Trelleborg.

## Kultur
Palmfestivalen, tidigare Mikaeli Marknad, är en marknad/festival som anordnas i Trelleborg varje år sedan 1976 under sista fredagen och lördagen i augusti. Festivalen drar ungefär 100 000 besökare ett år med bra väder. Musiker från hela världen har spelat på Palmfestivalen, bland annat popgruppen Slade, hårdrocksbandet Nazareth och svenska Wilmer X.
Teatergruppen Trelleborgsrevyn och körerna Cum Pane (bildad 1958 under namnet TOF-kören) och  Trelleborgs Kammarkör är från orten.
Trelleborgs bibliotek består av huvudbiblioteket samt två filialer och en bokbuss. Huvudbiblioteket ligger sedan 1984 vid Stortorget.

### Museer
- Axel Ebbes Konsthall
- Borgquistska hattmuseet
- Trelleborgs museum
- Trelleborgs sjöfartsmuseum

## Massmedia
Stadens tidning är liberala Trelleborgs Allehanda. Den utkommer tre dagar per vecka. Gratistidningen Lokaltidningen Trelleborg utkommer två gånger i månaden.

## Sport och sportanläggningar
Det finns många anläggningar sammanflätade i ett idrottsstråk i norra Trelleborg: Söderslättshallen, Östervångsstadion, Tennisstadion, Vångavallen, träningsplaner av grus och gräs och joggingstråk. Det finns även en velodrom, Sveriges enda utomhusvelodrom, i staden. Den byggdes 1977.

### Idrottsklubbar
- Trelleborgs FF, fotboll
- Trelleborg HBK (en sammanslagning av Stavstens IF och IFK Trelleborg Handboll)
- Trelleborg Judo
- Trelleborg Sim
- Stavstens Vänner HK
- IFK Trelleborg, fotboll och friidrott
- FC Trelleborg, fotboll
- Palmstaden IK, innebandy
- Pingvin Rugby Club
- Trelleborgs basket, grundad 1981
- Trelleborg Vikings, grundad 1973, ishockey
- Friskis och Svettis IF[31]
- BK Borgen, grundad 1953, bowling
- Trelleborgs Konståkningsklubb, TKK
- Trelleborgs Karateklubb
- OK Kontinent, orientering och skidor
- Trelleborgs Tae Kwon Do-klubb
- Trelleborgs Tennisklubb TTK
- Trelleborg Gymnastics & Dance
- Trelleborgs Undervattensrugby
- Trelleborgs Ryttarförening
- BK Starke, brottning
- BK Skansen, fotboll
- Gislövs IF, fotboll
- MF Pelister, fotboll

## Klimat
I Trelleborg är klimatet varmt och tempererat och den årliga medeltemperaturen är 8.1 °C (årliga högsta och lägsta medeltemperaturen: 11.2 °C respektive 5.1 °C). Staden har en betydande mängd nederbörd under året (medelvärde per år: 593 mm). Detta klimat anses vara Cfb enligt Köppen-Geiger klimatklassificering.
Uppmätta normala temperaturer och -nederbörd i Trelleborg:
|                   | Jan  | Feb  | Mar  | Apr | Maj  | Jun  | Jul  | Aug  | Sep  | Okt  | Nov | Dec |
| ----------------- | ---- | ---- | ---- | --- | ---- | ---- | ---- | ---- | ---- | ---- | --- | --- |
| Medeltemperatur   | 0,2  | 0,1  | 2,4  | 6,0 | 11,1 | 15,1 | 16,7 | 16,5 | 13,5 | 9,5  | 4,3 | 1,8 |
| Högsta medeltemp. | 2,4  | 2,6  | 5,2  | 9,5 | 14,9 | 19,1 | 20,3 | 20,2 | 16,7 | 12,1 | 7,1 | 3,7 |
| Lägsta medeltemp. | −1,9 | −2,3 | −0,3 | 2,6 | 7,3  | 11,3 | 13,2 | 12,9 | 10,3 | 7,0  | 1,6 | 0,0 |
|                   |      |      |      |     |      |      |      |      |      |      |     |     |
| Nederbörd         | 49   | 32   | 39   | 35  | 40   | 48   | 62   | 63   | 57   | 57   | 56  | 55  |

| temperaturer i °C • månadsnederbörd i mm • Källa: |

## Kända profiler
- Rune Andersson, industriledare, koncernchef för Trelleborg AB under 1980-talet.
- Joachim Bäckström, tenor, operasångare på Malmö Opera.
- Nathalie Danielsson, influerare
- Emma Hult, riksdagsledamot för Miljöpartiet.
- Andreas Isaksson, fotbollsmålvakt med över 100 landskamper för Sverige, född och uppvuxen i Smygehamn
- Patric Kjellberg, ishockeyspelare, numera polis.
- Björn Kjellman, skådespelare, bodde i Trelleborg mellan åtta och sexton års ålder.
- Johan Kock, industrialist under ett halvt sekel. Startade bland annat Trelleborgs Gummifabrik och föregångaren till nuvarande Akzo Nobel Inks, med världsrykte som tryckfärgsleverantör till sedlar världen över.
- Simon Lussetti, bloggare/Youtuber
- Anton Magnusson, känd som Mr Cool, rappare och komiker.
- Jan Malmsjö, bodde sina första år på Nygatan 58 i Trelleborg, där hans föräldrar hade frisersalong. Pappan var känd som Fritzi och medverkade i ett antal revyer i staden.
- Andreas Nilsson, handbollsspelare i svenska landslaget.
- Olivia Nordgren, en av de första kvinnorna i Sveriges Riksdag. Belönad av Konungen med Illis Quorum i guld av tolfte storleken för sina sociala insatser. En av portalfigurerna för kampen mot fattigdomen på 1930-talet.
- Amanda Ooms, tillbringade delar av uppväxtåren i Södra Åby öster om Trelleborg.
- Katrin Stjernfeldt Jammeh, Malmös första kvinnliga kommunstyrelseordförande, uppvuxen i Trelleborg.
- Gunnar Södergren, skådespelare, född och uppvuxen i Trelleborg.
- Alice Timander, tandläkare och underhållare, bodde i Trelleborg mellan två och tio års ålder.
- Mark Weinberg, före detta domare i Australiens högsta domstol